# Gérardmer
Gérardmer és un municipi francès situat al departament dels Vosges i a la regió del Gran Est. Ha acollit diverses etapes del Tour de França.